# نينجا غايدن سيغما
نينجا غايدن سيغما (بالإنجليزية: Ninja Gaiden Sigma)‏ ، هي لعبة فيديو من إنتاج شركة تيكمو اليابانية، ومن تطوير نينجا تيم، أنتجت عام 2007م، وأعيدت إصدارها على بلاي ستيشن فيتا عام 2012م.

## وصلات خارجية
- الموقع الرسمي
 (باليابانية)
- Ninja Gaiden Sigma at موبي جيمز